# 보지다르 요비치
보지다르 요비치(크로아티아어: Božidar Jović, 1972년 2월 13일~)는 크로아티아의 핸드볼 선수로 포지션은 피벗이다. 현역 시절 국제 대회에 크로아티아 국가대표로 활약하여 1996년 하계 올림픽에서 금메달을 획득했다.